# Полонский, Яков Васильевич
Яков Васильевич Полонский — русский генерал-майор от кавалерии (1709), участник Северной войны.
Из дворян. В чине майора служил в драгунском полку В. Григорова и участвовал в сражении при Гемауертгофе (1705). В 1706 году сражался под началом нового полкового командира генерал-майора И. Гейнскина при Калише, 1 октября 1706 года переведен в Ингерманландский драгунский полк подполковником и командиром (шефом полка числился князь А. Д. Меншиков), действовавший в составе корпуса Р. В. Брюса в Ингерманландии, в том же году участвовал в неудачном походе на Выборг.
В 1709 году участвовал в Полтавской битве, был ранен и заслужил чин генерал-майора.
3 января 1711 года назначен обер-комендантом Риги, и таким образом, не участвовал в Прутском походе.